# Cantonul Joinville-le-Pont
Cantonul Joinville-le-Pont este un canton din arondismentul Nogent-sur-Marne, departamentul Val-de-Marne, regiunea Île-de-France, Franța.

## Comune
| Comune            | Populație (1999) | Cod poștal | Cod INSEE |
| ----------------- | ---------------- | ---------- | --------- |
| Joinville-le-Pont | 17 177           | 94340      | 94042     |